# Règle du joueur désigné
 (septembre 2018).
Si vous disposez d'ouvrages ou d'articles de référence ou si vous connaissez des sites web de qualité traitant du thème abordé ici, merci de compléter l'article en donnant les références utiles à sa vérifiabilité et en les liant à la section « Notes et références ».
La règle du joueur désigné (ou Designated Player Rule en anglais), également surnommée règle Beckham, est une règle d'exception au plafond salarial de la Major League Soccer nord-américaine.
Cette règle adoptée en 2007 accorde la possibilité aux clubs de MLS de recruter des joueurs à un salaire libre sans tenir compte des restrictions habituelles des ligues professionnelles nord-américaines et donc de faire venir dans cette ligue des joueurs considérés parmi les meilleurs mondiaux. Le premier joueur à avoir bénéficié de cette règle d'exception est David Beckham.
Depuis 2010 :
- Chaque club peut recruter jusqu'à trois joueurs désignés.
- Pour chaque joueur désigné, une somme de 504 375 $ (montant 2018) est prélevée sur la masse salariale et payée par la ligue. Le reste du salaire est pris en charge par le propriétaire du club.

À partir de 2012, les joueurs désignés de moins de 23 ans ne compteront que pour 200 000 $ sur la masse salariale de leur club et ceux de moins de 20 ans seulement 150 000 $.

## Liste des joueurs désignés
Les chiffres sont donnés en Dollar américain tandis que l’abréviation n.c. signifie que le salaire n'est pas connu.

### Joueurs désignés actuels
| Année | Joueur                | Nationalité             | Club actuel            | Salaire     |
| ----- | --------------------- | ----------------------- | ---------------------- | ----------- |
| 2019  | Carles Gil            | Drapeau de l'Espagne    | New England Revolution | $4,452,083  |
| 2020  | Hany Mukhtar          | Drapeau de l'Allemagne  | Nashville SC           | $5,211,667  |
| 2020  | Darlington Nagbe      | Drapeau des États-Unis  | Columbus Crew          | $1,540,000  |
| 2020  | Alan Pulido           | Drapeau du Mexique      | Sporting Kansas City   | $3,600,000  |
| 2020  | Cristian Espinoza     | Drapeau de l'Argentine  | San Jose Earthquakes   | $2,002,000  |
| 2020  | Victor Wanyama        | Drapeau du Kenya        | CF Montréal            | $1,800,000  |
| 2021  | Luciano Acosta        | Drapeau de l'Argentine  | FC Cincinnati          | $4,216,413  |
| 2021  | Kévin Cabral          | Drapeau de la France    | Colorado Rapids        | $1,950,000  |
| 2021  | Sebastián Driussi     | Drapeau de l'Argentine  | Austin FC              | $6,722,500  |
| 2021  | Ryan Gauld            | Drapeau de l'Écosse     | Vancouver Whitecaps    | $2,985,000  |
| 2022  | Sebastián Ferreira    | Drapeau du Paraguay     | Dynamo de Houston      | $2,290,200  |
| 2022  | Jesús Ferreira        | Drapeau des États-Unis  | FC Dallas              | $2,204,000  |
| 2022  | Facundo Torres        | Drapeau de l'Uruguay    | Orlando City           | $1,812,400  |
| 2022  | Karol Świderski       | Drapeau de la Pologne   | Charlotte FC           | $2,258,000  |
| 2022  | Mikael Uhre           | Drapeau du Danemark     | Philadelphia Union     | $2,040,000  |
| 2022  | Alan Velasco          | Drapeau de l'Argentine  | FC Dallas              | $1,451,000  |
| 2022  | Thiago Martins (en)   | Drapeau du Brésil       | New York City FC       | $2,462,000  |
| 2022  | Obinna Nwobodo (en)   | Drapeau du Nigeria      | FC Cincinnati          | $1,289,400  |
| 2022  | Andrés Cubas          | Drapeau du Paraguay     | Vancouver Whitecaps    | $1,146,375  |
| 2022  | Walker Zimmerman      | Drapeau des États-Unis  | Nashville SC           | $3,456,979  |
| 2022  | Cucho Hernández       | Drapeau de la Colombie  | Columbus Crew          | $2,886,000  |
| 2022  | Lorenzo Insigne       | Drapeau de l'Italie     | Toronto FC             | $15,400,000 |
| 2022  | Giacomo Vrioni        | Drapeau de l'Albanie    | New England Revolution | $1,947,500  |
| 2022  | Federico Bernardeschi | Drapeau de l'Italie     | Toronto FC             | $6,295,381  |
| 2022  | Christian Benteke     | Drapeau de la Belgique  | D.C. United            | $4,432,778  |
| 2022  | Denis Bouanga         | Drapeau du Gabon        | Los Angeles FC         | $3,609,500  |
| 2023  | João Klauss           | Drapeau du Brésil       | St. Louis City SC      | $1,370,284  |
| 2023  | Eduard Löwen          | Drapeau de l'Allemagne  | St. Louis City SC      | $1,344,250  |
| 2023  | Evander               | Drapeau du Brésil       | Portland Timbers       | $2,355,000  |
| 2023  | Dániel Gazdag         | Drapeau de la Hongrie   | Philadelphia Union     | $1,757,500  |
| 2023  | Martín Ojeda (en)     | Drapeau de l'Argentine  | Orlando City           | $0,972,600  |
| 2023  | Mateusz Klich         | Drapeau de la Pologne   | D.C. United            | $2,093,588  |
| 2023  | Leonardo Campana      | Drapeau de l'Équateur   | Inter Miami            | $0,722,333  |
| 2023  | Carlos Gruezo         | Drapeau de l'Équateur   | San Jose Earthquakes   | $1,681,086  |
| 2023  | Dante Vanzeir         | Drapeau de la Belgique  | New York Red Bulls     | $1,489,767  |
| 2023  | Riqui Puig            | Drapeau de l'Espagne    | LA Galaxy              | $2,449,996  |
| 2023  | Santiago Rodríguez    | Drapeau de l'Uruguay    | New York City FC       | $1,331,333  |
| 2023  | Cristian Arango       | Drapeau de la Colombie  | Real Salt Lake         | $2,088,746  |
| 2023  | Teemu Pukki           | Drapeau de la Finlande  | Minnesota United       | $3,550,000  |
| 2023  | Rafael Navarro        | Drapeau du Brésil       | Colorado Rapids        | $1,427,708  |
| 2023  | Lionel Messi          | Drapeau de l'Argentine  | Inter Miami            | $20,446,667 |
| 2023  | Sergio Busquets       | Drapeau de l'Espagne    | Inter Miami            | $8,774,996  |
| 2023  | Sam Surridge          | Drapeau de l'Angleterre | Nashville SC           | $2,907,639  |
| 2023  | Diego Rossi           | Drapeau de l'Uruguay    | Columbus Crew          | $3,376,827  |
| 2024  | Tomás Chancalay       | Drapeau de l'Argentine  | New England Revolution | $1,010,000  |
| 2024  | Emil Forsberg         | Drapeau de la Suède     | New York Red Bulls     | $6,035,625  |
| 2024  | Djordje Mihailovic    | Drapeau des États-Unis  | Colorado Rapids        | $1,675,000  |
| 2024  | Pedro de la Vega      | Drapeau de l'Argentine  | Seattle Sounders       | $1,164,000  |
| 2024  | Gabriel Pec           | Drapeau du Brésil       | LA Galaxy              | $2,459,000  |
| 2024  | Petar Musa            | Drapeau de la Croatie   | FC Dallas              | $2,230,000  |
| 2024  | Hugo Cuypers          | Drapeau de la Belgique  | Chicago Fire           | $3,528,044  |
| 2024  | Luis Muriel           | Drapeau de la Colombie  | Orlando City           | $4,336,150  |
| 2024  | Joseph Paintsil       | Drapeau du Ghana        | LA Galaxy              | $3,358,000  |
| 2024  | Stian Gregersen       | Drapeau de la Norvège   | Atlanta United         | $1,120,000  |
| 2024  | Richie Laryea         | Drapeau du Canada       | Toronto FC             | $1,208,188  |
| 2024  | Liel Abada            | Drapeau d’Israël        | Charlotte FC           | $2,448,500  |
| 2024  | Jonathan Rodríguez    | Drapeau de l'Uruguay    | Portland Timbers       | $2,627,500  |
| 2024  | Hernán López (en)     | Drapeau de l'Argentine  | San Jose Earthquakes   | $1,020,000  |
| 2024  | Eduard Atuesta        | Drapeau de la Colombie  | Los Angeles FC         | $0,689,700  |
| 2024  | Ezequiel Ponce        | Drapeau de l'Argentine  | Dynamo de Houston      | $2,822,200  |
| 2024  | Olivier Giroud        | Drapeau de la France    | Los Angeles FC         | $3,675,000  |
| 2024  | Osman Bukari          | Drapeau du Ghana        | Austin FC              | $1,000,000  |
| 2024  | Marcel Hartel         | Drapeau de l'Allemagne  | St. Louis City SC      | $2,183,113  |
| 2024  | Kelvin Yeboah         | Drapeau de l'Italie     | Minnesota United       | $1,427,200  |
| 2024  | Alekseï Mirantchouk   | Drapeau de la Russie    | Atlanta United         | $3,685,441  |
| 2024  | Diogo Gonçalves       | Drapeau du Portugal     | Real Salt Lake         | $1,797,108  |
| 2024  | Felipe Carballo (en)  | Drapeau de l'Uruguay    | New York Red Bulls     | $1,169,777  |
| 2024  | Joaquín Pereyra (en)  | Drapeau de l'Argentine  | Minnesota United       | $0,699,800  |
| 2024  | Stuart Armstrong      | Drapeau de l'Écosse     | Vancouver Whitecaps FC | $2,877,774  |
| 2024  | Gastón Giménez (en)   | Drapeau du Paraguay     | Chicago Fire           | $n/a        |
| 2025  | Hirving Lozano        | Drapeau du Mexique      | San Diego FC           | $n/a        |
| 2025  | Kévin Denkey          | Drapeau du Togo         | FC Cincinnati          | $n/a        |

### Anciens joueurs désignés
| Années          | Joueur                     | Clubs                                      | Salaire moyen |
| --------------- | -------------------------- | ------------------------------------------ | ------------- |
| 2007-2013       | David Beckham              | Galaxy de Los Angeles                      | 3 999 999 $   |
| 2007-2011       | Juan Pablo Ángel           | Red Bulls de New York                      | 1 250 000 $   |
| 2007–2010       | Luciano Emilio             | D.C. United                                | 516,043 $     |
| 2007–2009       | Cuauhtémoc Blanco          | Fire de Chicago                            | 2 759 086 $   |
| 2007–2008       | Claudio Reyna              | Red Bulls de New York                      | 1 250 008 $   |
| 2007            | Denílson                   | FC Dallas                                  | 879,936 $     |
| 2008            | Marcelo Gallardo           | D.C. United                                | 1 874 006 $   |
| 2008–2009, 2010 | Claudio López              | Wizards de Kansas City, Rapids du Colorado | 373,333 $     |
| 2009-2012, 2012 | Julian de Guzman           | Toronto FC, FC Dallas                      | 1 910 746 $   |
| 2008–2010       | Guillermo Barros Schelotto | Crew de Columbus                           | 463,750 $     |
| 2009–2010, 2010 | Freddie Ljungberg          | Sounders FC de Seattle, Fire de Chicago    | 1 314 000 $   |
| 2009–2010       | Luis Ángel Landín (en)     | Dynamo de Houston                          | 120,000 $     |
| 2010-2014       | Landon Donovan             | Galaxy de Los Angeles                      | 2 782 222 $   |
| 2010-2014       | Thierry Henry              | Red Bulls de New York                      | 5 100 000 $   |
| 2010-2013       | Rafael Márquez             | Red Bulls de New York                      | 4 600 000 $   |
| 2010            | Blaise Nkufo               | Sounders FC de Seattle                     | 480,000 $     |
| 2010-2012       | Branko Bošković            | D.C. United                                | 528,978 $     |
| 2010            | Mista                      | Toronto FC                                 | 987,338 $     |
| 2010            | Nery Castillo              | Fire de Chicago                            | 1 788 061 $   |
| 2010            | Geovanni                   | Earthquakes de San José                    | n.c.          |
| 2010-2011       | Andrés Mendoza             | Crew de Columbus                           | 595,000 $     |
| 2011            | Jéferson                   | Sporting de Kansas City                    | 484,996 $     |
| 2011            | Omar Bravo                 | Sporting de Kansas City                    | 170,000 $     |
| 2011            | Mustapha Jarju             | Whitecaps de Vancouver                     | 426,883 $     |
| 2011            | Frank Rost                 | Red Bulls de New York                      | 545,460 $     |
| 2011            | Milton Caraglio (en)       | Revolution de la Nouvelle-Angleterre       | 54,000 $      |
| 2011-2012       | Freddy Adu                 | Union de Philadelphie                      | 519,000 $     |
| 2011-2012       | Torsten Frings             | Toronto FC                                 | 2 413 667 $   |
| 2012-2014       | Oscar Boniek García        | Dynamo de Houston                          | 258,742 $     |
| 2012-2014       | Oswaldo Minda              | Chivas USA                                 | 127,083 $     |
| 2012            | Kris Boyd                  | Portland Timbers                           | 1 515 000 $   |
| 2012            | Hamdi Salihi               | D.C. United                                | 487,460 $     |
| 2012            | Barry Robson               | Vancouver Whitecaps                        | 596,500 $     |
| 2012-2013       | Sherjill MacDonald         | Chicago Fire                               | 527,125 $     |
| 2012            | Christian Tiffert          | Sounders FC de Seattle                     | 625,000 $     |
| 2012-2014       | Marco Di Vaio              | Impact de Montréal                         | 2 158 538 $   |
| 2012-2014       | Kenny Miller               | Whitecaps de Vancouver                     | 1 032 496 $   |
| 2013-2014       | Erick Torres               | Chivas USA                                 | 141,000 $     |
| 2013-2014       | Hernan Bernardello         | Impact de Montréal                         | 250,008 $     |
| 2013-2014       | Juan Luis Anangonó         | Fire de Chicago                            | 147,500 $     |
| 2013            | Rafael Teixeira de Souza   | DC United                                  | 284,625 $     |
| 2014            | Andrés Ramiro Escobar      | FC Dallas                                  | 647,000 $     |

## Nombre de joueurs désignés par pays
- 9  Argentine : Marcelo Gallardo, Claudio López, Guillermo Barros Schelotto, Mauro Rosales, Javier Morales, Federico Higuaín, Hernán Bernardello et Ezequiel Barco
- 5  Brésil :  Denílson, Luciano Emilio, Geovanni, Jéferson (en) et Rafael Teixeira de Souza (en)
- 5  Colombie : Juan Pablo Ángel, Fabián Castillo, Diego Chará, David Ferreira et Fredy Montero
- 5  États-Unis : Claudio Reyna, Landon Donovan, Freddy Adu, Brek Shea et Maurice Edu
- 5  Mexique: Cuauhtémoc Blanco, Omar Bravo, Nery Castillo, Luis Ángel Landín (en) et Rafael Márquez
- 3  Allemagne : Torsten Frings, Frank Rost et Christian Tiffert
- 3  Écosse : Kris Boyd, Barry Robson et Kenny Miller
- 3  France : Éric Hassli, Thierry Henry et Adrien Hunou
- 3  Nigeria : Fanendo Adi, Kennedy Igboananike et Obafemi Martins
- 2  Belgique : Christian Benteke, Dante Vanzeir
- 2  Honduras : Óscar Boniek García et Jerry Bengtson
- 2  Pays-Bas : Danny Koevermans et Sherjill MacDonald
- 2  Uruguay : Álvaro Fernández et David Texeira
- 1  Albanie : Hamdi Salihi
- 1  Angleterre : David Beckham
- 1  Australie : Tim Cahill
- 1  Canada : Julián de Guzmán
- 1  Costa Rica : Álvaro Saborío
- 1  Côte d'Ivoire : Didier Drogba
- 1  Espagne : Mista
- 1  Gambie : Mustapha Jarju
- 1  Grenade : Shalrie Joseph
- 1  Irlande : Robbie Keane
- 1  Italie : Marco Di Vaio
- 1  Monténégro : Branko Bošković
- 1  Pérou : Andrés Mendoza
- 1  Suède : Freddie Ljungberg
- 1  Suisse : Blaise Nkufo
- 1  Venezuela : Josef Martínez